# Sociedade Atlética de Selbach
A Sociedade Atlética de Selbach (SASE) é um clube de futsal brasileiro, localizado em Selbach, Rio Grande do Sul. Atualmente disputa a Liga Gaúcha de Futsal.

## História
A Sociedade Atlética de Selbach surgiu como um clube de futebol em 1974, disputando seus jogos no Estádio Municipal Alcides Benno Utzig e tendo como maior conquista o triunfo do Campeã Gaúcha de Futebol de Juniores de 1981/1982. A equipe de futebol tornou-se inativa e a SASE só foi reativada em 13 de novembro de 2013, agora com a modalidade de futsal, tendo disputado a Série Bronze, equivalente a terceira divisão gaúcha, do Campeonato Gaúcho de Futsal de 2014.[carece de fontes?] Naquela edição, encerrou a sua participação entre as oito melhores equipes, sendo eliminada nas quartas-de-final pela ABELC.
Na disputa de 2015 da Série Bronze, a SASE alcançou as semifinais, onde foi eliminada pela equipe da SER Alvorada. Como os quatro primeiros da competição conseguiam acesso para a Série Prata de 2016, a SASE garantiu o direito de disputar a competição no ano seguinte. Em 2016, a SASE alcançou a final da Série Prata, onde acabou sendo derrotada pelo Guarany de Espumoso, encerrando com o vice-campeonato e o acesso à primeira divisão em 2017.
Com a criação da Liga Gaúcha de Futsal, a SASE passou a disputar a competição independente, e, em 2017, encerrou a disputa na décima colocação, mesma posição de 2018 e uma atrás da de 2019.[carece de fontes?]

## Títulos

### Futebol
- Campeonato Gaúcho de Futebol de Juniores: 1981/1982

### Futsal
Campanhas de destaque
- Campeonato Gaúcho de Futsal - Série Bronze: 2015 (3º lugar)
- Campeonato Gaúcho de Futsal - Série Prata: 2016 (2º lugar)